# Бион-М № 2
Бион-М № 2 — российский космический аппарат серии «Бион», предназначенный для проведения исследований в области космической биологии, физиологии и биотехнологии. Планируется к запуску в 2025 году. 20 августа 2025 года в 20:13 по московскому времени со стартового комплекса 31-й площадки космодрома Байконур состоялся пуск ракеты-носителя «Союз-2.1б» с космическим аппаратом «Бион-М» № 2.
Биоспутник планируется запустить на высоту около 800 километров, что почти в два раза выше орбиты МКС и в 10 раз выше по уровню радиации, по сравнению с первым «Бионом». Предыдущие «Бионы» ориентировались на физиологические аспекты, на «Бионе-М» № 2 экспериментов по радиации будет больше, чем раньше. Основная задача — исследовать проблемы, риски, которые могут возникнуть при выходе человека за низкую околоземную орбиту. Ожидаемые дозы за 30-суточный полёт будут соответствовать дозам за трехгодичный полёт на МКС.
Головная организация проекта — Институт медико-биологических проблем РАН.

## История миссии
- 17 июня 2013 года генеральный конструктор ЦСКБ «Прогресс» Равиль Ахметов сообщил СМИ, что «Бион-М» № 2 конструктивно не будет отличаться от первого аппарата[2].
- 18 ноября 2014 года на конференции по космической биологии и авиакосмической медицине по итогам полёта в космос биоспутника «Бион-М» № 1 руководитель проектного отдела РКЦ «Прогресс» Валерий Абрашкин сообщил, что запуск космических аппаратов «Бион-М» № 2 и «Бион-М» № 3 планируется соответственно в 2019 и 2022 году. В настоящее время идет формирование программы научных исследований для этих двух полётов[3].
- Декабрь 2014 года — Совет по космосу РАН определил примерный перечень аппаратуры, которая может быть установлена на борту биоспутника, утвердил Институт медико-биологических проблем РАН в качестве головной организации по разработке научной программы и определения комплекса научной аппаратуры[4].
- Апрель 2015 года — утверждён состав Межведомственной комиссии, которая будет отбирать исследования и эксперименты в научную программу «Бион-М» № 2.
- 9 июля 2015 года Роскосмос заключил контракт с РКЦ «Прогресс» на создание космического аппарата для проведения медико-биологических экспериментов «Бион-М» № 2.
- 10 июля 2015 года заместитель директора Института медико-биологических проблем РАН по науке Владимир Сычев сообщил СМИ, что программа научных экспериментов для реализации на «Бион-М» № 2 насчитывает более 30 предложений ученых. К сентябрю 2015 года должна сформирована программа экспериментов и утверждена на заседании совета РАН по космосу. После этого подготовка к проведению исследований начнется реализовываться в «железе»[5].
- 8 декабря 2015 года научный сотрудник Института физико-химических и биологических проблем почвоведения РАН и научный руководитель эксперимента Елизавета Ривкина сообщила СМИ, что на «Бионе-М» № 2 полетят в космос микроорганизмы, пролежавшие в вечной мерзлоте миллионы лет. Цель эксперимента — определить может ли жизнь сохраняться в течение длительного отрезка времени. Бактерии и другие представители простейших, например, инфузории и амебы, были отобраны для космического полёта в самой древней мерзлоте северного полушария — районе Колымской низменности на северо-востоке Сибири, а также в Долине Райта, Долине Пирса и на Столовой горе в Антарктиде[6].
- 6 декабря 2016 года заместитель директора по научной работе Института медико-биологических проблем РАН Владимир Сычёв сообщил СМИ, что программа исследований на космическом аппарате «Бион-М» № 2 может насчитывать до 30 экспериментов[7].
- 26 января 2017 года заместитель директора по научной работе Института медико-биологических проблем РАН Владимир Сычев сообщил СМИ, что из-за проблем с финансированием запуск «Бион-М» № 2 может быть отложен на 2023 год[8].
- 11 апреля 2017 года заместитель директора по науке Института медико-биологических проблем РАН Владимир Сычев сообщил СМИ, что запуск «Биона-М» № 2 перенесен с 2021 года на весну 2022 года. Запуск, изначально запланированный на 2019 год, предполагалось отложить на 2021 год, но тогда он пришелся бы на осенне-зимний период, что было бы неудобно при работе с живыми организмами[9].
- 11 декабря 2018 года Французское космическое агентство подписало официальный контракт на участие в российском проекте запуска биологического спутника «Бион-М № 2»[10] в рамках исследований сердечно-сосудистой деятельности мышей.
- 18 декабря 2018 года глава рабочей группы по космической биологии и медицине НАСА Крейг Кундрот сообщил СМИ, что американские ученые примут участие в экспериментах на «Бион-М» № 2. Изучаются предложения от американских научных организаций, число которых к настоящему времени достигло 17. Большинство из них будут связаны с грызунами, с изучением невесомости и радиоактивности в космосе[11].
- 29 декабря 2018 года заместитель директора Института медико-биологических проблем РАН Владимир Сычев сообщил СМИ, что запуск «Бион-М № 2» будет перенесен на 2023 год в связи с включением в проект французского научного оборудования по прижизненной регистрации физиологических параметров у животных[12].
- 10 сентября 2019 года источник в ракетно-космической отрасли сообщил СМИ, что запуск «Биона-М» № 2 состоится в апреле 2023 года[13].
- 4 февраля 2021 года источник в аэрокосмической отрасли сообщил СМИ, что 2 февраля Роскосмос предложил ИМБП РАН и Федеральному медико-биологическому агентству отправить за пределы геомагнитного поля Земли аппарат с растениями и животными на борту. Длительное пребывание в такой обстановке позволит ученым получить уникальные данные о воздействии полета на живые существа и организмы. Предполагается, что эта информация поможет подготовить экипажи к дальним космическим полетам, в том числе на Луну и другие тела Солнечной системы. Для этого предлагается переделать Бион-М № 2 под задачи проекта «Ковчег». Последний подразумевает запуск космического аппарата на орбиту высотой 20 тысяч километров над Землей на четыре недели для исследований по космической биологии, физиологии и биотехнологии. На высотах, куда предлагают отправить «Ковчег», располагается внешний радиационный пояс. В то же время проект «Бион-М» предполагает отправку животных, растений, насекомых и микроорганизмов на высоту около 800 километров над Землей, где начинается внутренний радиационный пояс. В поясах скапливаются захваченные летящие из космоса и от Солнца тяжелые заряженные частицы, способные «сломать» ДНК и микроэлектронику. Таким образом, внешний и внутренний радиационные пояса, входящие в магнитосферу Земли, защищают живые организмы от космической радиации. Так как проекта «Ковчег» нет в Федеральной космической программе, Роскосмос посчитал целесообразным изменить задачи «Биона-М». Разработчик аппарата — РКЦ «Прогресс» — считает идею технически реализуемой. Запуск аппарата предлагается осуществить на новой ракете-носителе «Союз-5» в рамках её летных испытаний[14].
- 10 февраля 2021 года генеральный директор РКЦ «Прогресс» Дмитрий Баранов сообщил СМИ, что в настоящее время прорабатывается вариант поднятия изначальной высоты «Биона-М» № 2 с 800 до 20 тыс. км. При спуске и посадке с такой высоты никаких проблем не возникает. В случае принятия такого решения, потребуется небольшая переделка космического аппарата. Решение будет принято ИМБП РАН (заказчик аппарата)[15].
- 24 февраля 2021 года РКЦ «Прогресс» приступил к изготовлению аппарата «Бион-М» № 2, а именно спускаемого аппарата, приборного и агрегатного отсеков, створок солнечных батарей. Также ведется закупка элементной базы для комплектования космического аппарата. Заключены все контракты на проведение опытно-конструкторских работ, на завершающей стадии находится заключение контрактов на изготовление и поставку бортовой аппаратуры. В настоящее время специалисты завершают разработку конструкторской документации и документации на проведение испытаний составных частей КА и космического аппарата в целом[16].
- 10 апреля 2021 года генеральный директор РКЦ «Прогресс» Дмитрий Баранов сообщил СМИ, что орбита «Бион-М» № 2 не будет заменена с околоземной на высокоэллиптическую, поскольку это потребует глубокой переделки систем корабля, однако следующий «Бион» будет создаваться уже с изначально прописанными в ТЗ задачами на более высокую орбиту[17].
- 23 августа 2021 года источник в ракетно-космической отрасли сообщил СМИ, что «Бион-М» № 2 могут отправить на высокоширотную орбиту для подготовки к последующему строительству там Российской орбитальной служебной станции (РОСС); такое поручение дал РКЦ «Прогресс» глава Роскосмоса Дмитрий Рогозин[18][19].
- 7 октября 2022 года директор ИМБП РАН Олег Орлов сообщил СМИ, что специалисты Института и РКЦ «Прогресс» проработали вариант полета «Бион-М» № 2 по орбите перспективной российской орбитальной станции. По словам Орлова, полет спутника с живыми организмами на борту поможет дать комплексную оценку безопасности полета по орбите, где предполагается расположить будущую станцию[20].
- 19 декабря 2023 года на базе ИМБП РАН стартовали масштабные испытания научной аппаратуры (более 20 единиц)[21].

## Научная программа
Основной целью научной программы в проекте «Бион-М» № 2 является комплексное исследование комбинированного биологического действия невесомости и высокого уровня космической радиации на организм на системном, органном, клеточном и молекулярном уровнях. В результате реализации заявленной цели появится возможность проведения сравнительного анализа результатов, полученных в проектах «Бион-М» № 1 и № 2.
На рекордную высоту в 800 км будут запущены 75 мышей, растения, насекомые, культуры клеток, микроорганизмы. Не будет научных исследований с гекконами (ящерицы), песчанками (грызуны), рыбами и рачками, эти три эксперимента исключены из программы. В то же время, в связи с прекращением полётов технологических космических аппаратов серии «Фотон-М», несколько проводившихся на них экспериментов теперь перейдут на «Бион» — появляются исследования с мухами, дополнительные технологические эксперименты. Основной акцент в исследованиях сделают на влиянии космической радиации с целью понимания влияния увеличения дозовой радиационной нагрузки на организм животных.
Всего на аппарате «Бион-М № 2» планируется проводить исследования по 10 направлениям:
- 1-е и 2-е — посвящены экспериментальным исследованиям по гравитационной физиологии на животных —  мышах и мухах дрозофилах. Общецелевой установкой этих исследований является разработка фундаментальных основ создания новых технологий обеспечения жизнедеятельности человека при полётах в условиях комбинированного действия невесомости и космического излучения.
- 3-е, 4-е и 5-е — посвящены исследованиям влияния факторов космического полёта и открытого космического пространства на биологию растений и микроорганизмов, а также их сообществ, то есть познанию общих закономерностей жизни во Вселенной.
- 6-е, 8-e и 9-е — включают биотехнологические, технологические, физические и технические эксперименты.
- 7-е — представляет собой комплекс радиобиологических и дозиметрических экспериментов, необходимых для решения задач обеспечения радиационной безопасности новых космических пилотируемых аппаратов.
- 10-е — включает в себя эксперименты, которые готовят учащиеся из различных школьных учреждений Российской Федерации и зарубежных стран.

Исследования включают в себя:
- Изучение мышей. Всего на орбиту отправятся 75 мышей (серия C57bl), 60 из которых будут получать пастообразный корм, как и на первом «Бионе». Остальные 15 будут питаться сухим кормом, а воду получать в форме гидрогеля. Такая организация питания требуется для подготовки предполагаемого после 2025 году полёта «Бион-М» № 3, на борту которого будут установлены центрифуги, что потребует иных систем жизнеобеспечения мышей. Будут установлены камеры в отсеке с мышами, видео будет регулярно пересылаться на Землю.
- Эксперименты с культурами клеток животных, с растениями и культурами растительных клеток, семенами и водорослями.
- Радиобиологические эксперименты.
- Исследования по космическому материаловедению.
- Изучение возможности применения одноклеточных водорослей для жизнеобеспечения космонавтов.
- Изучение влияния невесомости на развитие стволовых клеток в рамках эксперимента «Мультиинкубатор».
- Исследования мух-дрозофил для определения свойств элементарных белков, определяющих механические свойства клеток.
- Изучение деструкции материалов микроорганизмами в рамках эксперимента «Взаимодействие», который уже проводился на МКС.
- «Детский эксперимент», разработанный российскими школьниками.
- Возможно проведение технологического эксперимента «Калибр-2», аналог которого уже проводился на аппарате «Фотон-М4», для отработки калибровки приборов измерения температуры на борту космических аппаратов, находящихся в долгосрочных полётах.

### Международное сотрудничество
По состоянию на конец 2018 года кроме Франции, к российскому биологическому эксперименту хотят присоединиться другие иностранные ученые — из США, Германии, Японии, Китая, Малайзии; также принять участие планируют ученые Венгрии и Болгарии — всего около полусотни заявок. Украинские ученые в связи со сложной внешнеполитической обстановкой от участия в проекте отказались.

## Устройство аппарата
В спутник «Бион-М» № 2 входят следующие элементы: герметичные спускаемый аппарат и приборный отсек, а также негерметичные агрегатный отсек, платформа средств отделения, солнечные батареи и другие.
Специально для «Биона-М» № 2 был разработан усовершенствованный комплекс дозимитрической аппаратуры, который позволит проводить измерения динамики мощности дозы ионизирующего космического излучения не только внутри, но и снаружи аппарата. Аппаратура также позволит провести разделение полученных доз космической радиации по компонентам (вклад электронов, протонов, тяжелых заряженных частиц и нейтронов).
Основой системы электропитания станут литий-ионные аккумуляторные батареи, которые прошли летные испытания на спутнике «Аист-2Д».

### Научная аппаратура
На КА «Бион-М» № 2 планируется установить доработанную под новые задачи научную аппаратуру, во многом аналогичную научной аппаратуре КА «Бион-М» № 1, однако в связи с пожеланиями научной общественности часть аппаратуры будет изменена. Общая масса научной аппаратуры не будет превышать 550 кг.
Аппаратура для содержания мышей во время месячного космического полёта на биоспутнике «Бион-М» № 2 будет серьёзно модернизирована, чтобы избежать гибели животных, которая произошла во время полёта первого аппарата. Серьёзные вопросы связаны с телеметрической информацией, в основном — видеосъемки, которой не было на первом аппарате. Мыши достаточно быстро пачкают видеокамеры и уже после нескольких дней никакой картинки на Земле получить будет нельзя, поэтому рассматриваются разные варианты, как очистить камеры в ходе полёта. Изображение нужно не только для того, чтобы следить за мышами во время полёта, но и для того, чтобы потом анализировать записи.
Специалисты Института медико-биологических проблем РАН ходят также модифицировать процесс подачи воды. На первом «Бионе» мышей кормили пастообразным кормом, в котором порядка 60-70 % — вода. Однако подобный корм приводил к тому, что у животных наступала достаточно сильная обводненность организма. На «Бионе-М» № 2 будет использован гидрогель.
На космический аппарат будет установлена научная аппаратура «Теленаука», а также система высокоскоростной радиолинии производства АО «Российские космические системы». Эта система предназначена для передачи в режиме реального времени информации о поведении животных на борту аппарата.

### Условия проведения экспериментов
В орбитальном полете внутри аппарата должны соблюдаться следующие параметры:
- температура воздуха: в диапазоне от 17 до 28°С;
- относительная влажность воздуха — от 40 % до 70 %;
- давление воздуха — от 87,8 до 128 кПа;
- парциальное давление кислорода — от 18,7 до 24 кПа;
- парциальное давление углекислого газа — не более 1 кПа. Допускается повышение давления до 1,57 кПа до 2-х раз за время эксплуатации с перерывом не менее 36 часов.

## Финансирование проекта
На «Бион-М» № 2 и 3 планируется потратить 20,3 млрд рублей. При этом по программе «Бион» Россия собирается сотрудничать с Европой.

## Подготовка и запуск
Запуск предварительно был запланирован на 2024 год с космодрома Байконур ракетой-носителем «Союз-2.1б» либо «Союз-5». После запуска аппарата переход с орбиты выведения на рабочую орбиту 800 км должен будет произойти на вторые-третьи сутки после запуска. Срок активного существования КА «Бион-М» № 2 на орбите: 30 суток (плюс одни сутки резервные).
- В середине 2014 года предполагалось, что аппарат будет выведен на орбиту в 2018 или 2019 году[27].
- В 2016 году предполагалось, что аппарат будет выведен на орбиту в 2021 году.
- В январе 2017 года стало известно, что из-за проблем с финансированием запуск аппарата может быть отложен до 2023 года.
- В апреле 2017 стало известно, что запуск «Биона-М» № 2 перенесен с 2021 года на весну 2022 года.
- В конце 2018 года в связи с желанием Франции участвовать в проекте запуск был сдвинут на 2023 год.
- В сентябре 2019 года источник в ракетно-космической отрасли сообщил СМИ, что запуск аппарата намечается в апреле 2023 года[13].
- В августе 2021 года глава Роскосмоса Дмитрий Рогозин сообщил СМИ, что запуск может состояться на рубеже 2023—2024 гг[28].
- В августе 2022 года директор ИМБП РАН Олег Орлов сообщил СМИ, что запуск «Бион-М» № 2 состоится в 2024 году[29], запуск «Бион-М» № 3 — в 2027—2028 годах при условии начала работ в 2023 году[30].
- В октябре 2023 года заведующая лабораторией биофизики клетки ИМБП РАН Ирина Огнева сообщила, что запуск биоспутника «Бион-М» № 2 готовится в III квартале 2024 года[31].
- В декабре 2023 года глава ИМБП РАН Олег Орлов сообщил, что запуск «Бион-М» № 2 запланирован на 31 июля 2024 года, в случае сдвига даты старт может быть произведен не позднее 31 августа, чтобы не переохладить животных после спуска с орбиты[32].
- 8 апреля 2024 года директор ИМБП РАН Олег Орлов сообщил, что запуск биоспутника «Бион-М» № 2 запланирован на 1 сентября. Также в тот день он сказал, что если запуск будет перенесён дальше сентября 2024 года, то уже на 2025 год[33].
- 16 августа 2024 года ТАСС опубликовал информацию о переносе запуска на 2025 год[1].

## Полёт
20 августа 2025 года в 20:13 по московскому времени со стартового комплекса 31-й площадки космодрома Байконур состоялся пуск ракеты-носителя «Союз-2.1б» с космическим аппаратом «Бион-М» № 2.